# Athletic Club de Boulogne-Billancourt (football)
 (novembre 2022).
Cet article concerne la section football de l’ACBB. Pour le club omnisports, voir Athletic Club de Boulogne-Billancourt.
L'Athletic Club de Boulogne-Billancourt, couramment abrégé en ACBB Football, est un club français fondé en 1943, basé à Boulogne-Billancourt (Hauts-de-Seine), section du club omnisports de l'Athletic club de Boulogne-Billancourt.
Lors de la saison 2023-2024 l'ACBB évolue en Regional 2
Le club est reconnu comme un excellent club formateur et l'un des principaux clubs parisiens.

## Histoire
En 2006, l'ACBB monte en DSR (Division Supérieure Régionale). En 2011, le club intègre la DH (Division d'Honneur), premier niveau régional.
En 2014, dès leur troisième saison au sein de la DH, le club est promu en CFA 2 (D5). Avec 1 400 membres, le club intègre le CFA (D4), actuellement appelé le National 2 en 2015.

### La descente aux enfers (depuis 2019)
À l’issue de la saison 2018-2019 du National 2, l’ACBB est relégué en National 3.
Le 6 mars 2020, le club ne peut plus jouer ses matchs à cause de la Pandémie de covid-19 qui affecte toutes les compétitions françaises, le 28 avril 2020, le premier ministre Édouard Philippe annonce la fin des compétitions sportives en France, de ce fait l’ACBB est relégué en Régional 1.
La saison 2021-2022 est catastrophique pour Boulogne-Billancourt qui va enchaîner les défaites et contres-performances. Le 14 mai 2022, l’ACBB est relégué en Régional 2 après sa défaite deux buts à zéro face au CO Vincennes.

## Palmarès et résultats sportifs

### Titres et trophées
Le tableau suivant récapitule les performances de l'Athletic Club de Boulogne-Billancourt dans les principales compétitions officielles françaises. 
| Compétitions nationales                                                         | Compétitions régionales                                                     |
| ------------------------------------------------------------------------------- | --------------------------------------------------------------------------- |
| Championnats - Championnat de France amateur 2 (1) - Vainqueur de groupe : 2015 | Championnats - Division d'Honneur Paris Île-de-France (1) - Champion : 2014 |

### Bilan sportif
| Saison    | Div.                 | clas. | Pts | M.J. | Vic. | Nuls | Déf. | B.P. | B.C. | D.B. | Coupe de France |
|           |                      |       |     |      |      |      |      |      |      |      |                 |
| 2009/2010 | DSR-Île-de-France B  | 7e    | 52  | 22   | 9    | 4    | 9    | 34   | 31   | +3   |                 |
| 2010/2011 | DSR-Île-de-France B  | 2e    | 63  | 22   | 12   | 5    | 5    | 36   | 21   | +15  |                 |
| 2011/2012 | DH-Île-de-France     | 2e    | 71  | 26   | 12   | 9    | 5    | 37   | 19   | +18  | -               |
| 2012/2013 | DH-Île-de-France     | 5e    | 63  | 26   | 10   | 7    | 9    | 39   | 29   | +10  | -               |
| 2013/2014 | DH-Île-de-France     | 1er   | 80  | 26   | 16   | 6    | 4    | 44   | 23   | +21  | 8e              |
| 2014/2015 | CFA 2-Gr.C           | 1er   | 73  | 26   | 15   | 2    | 9    | 51   | 39   | +12  | -               |
| 2015/2016 | CFA-Gr.A             | 10e   | 68  | 30   | 10   | 2    | 12   | 43   | 40   | +3   | 6e              |
| 2016/2017 | CFA-Gr.B             | 4e    | 49  | 30   | 15   | 4    | 11   | 48   | 42   | +6   | -               |
| 2017/2018 | National 2-Gr.D      | 13e   | 34  | 30   | 9    | 10   | 11   | 44   | 58   | -14  | -               |
| 2018/2019 | National 2-Gr.C      | 15e   | 29  | 30   | 8    | 5    | 17   | 36   | 51   | -15  | -               |
| 2019/2020 | National 3 Paris-IDF | 14e   | 7   | 18   | 2    | 6    | 10   | 8    | 29   | -21  | -               |
| 2020/2021 | R1 IDF - Gr.B        | 14e   | 0   | 4    | 0    | 0    | 4    | 2    | 7    | -5   | -               |
| 2021/2022 | R1 IDF - Gr.B        | 14e   | 13  | 26   | 2    | 7    | 17   | 18   | 44   | -26  | -               |
| 2022/2023 | R2 IDF - Gr.         | 9e    | 27  | 22   | 8    | 3    | 11   | 39   | 44   | -5   |                 |
| 2022/2023 | R2 IDF - Gr.D        | 7e    | 3   | 2    | 1    | 0    | 1    | 4    | 3    | +1   | 4e              |

## Structures du club

### Structures sportives

#### Équipes juniors
Le club est réputé pour la formation de ses jeunes.
L'Athletic Club de Boulogne-Billancourt est dans le Top 10 des meilleurs clubs de jeunes de la FFF.
L'ACBB a remporté la Gothia Cup, plus prestigieux tournoi de jeunes du monde, en 2007 (avec les U15), en 2011 (avec les U12) et en 2012 (avec les U15). Les U13 de l'ACBB créent la surprise et l'exploit en remportant la coupe de France des U13 devant les clubs professionnels, devenant ainsi le premier et seul club amateur à remporter ce trophée.

#### Section féminine
L'Athletic Club de Boulogne-Billancourt a créé une section féminine en 2014.

## Image et identité

### Couleurs et évolution du blason

Blason jusqu'à 2014
Blason actuel